# Hermann Eulenberg
Hermann Eulenberg (* 20. Juli 1814 in Mülheim am Rhein; † 3. Oktober 1902 in Bonn) war ein deutscher Mediziner.

## Leben
Hermann Eulenberg wurde als Sohn von Hermann Eulenberg und Maria Gerpott, einer gut situierten Samenhändlerin geboren, sie finanzierte ihrem Sohn das Studium. Er studierte zunächst in Bonn und Berlin und später in Wien, London und Paris Medizin. 1833 wurde er Mitglied des Corps Guestphalia Bonn. In Berlin, wo er 1836 zum Dr. med. promoviert wurde, gehörten Johannes Peter Müller und Theodor Schwann zu seinen akademischen Lehrern.
Nach Abschluss des Studiums ließ er sich in Lennep als praktischer Arzt nieder. 1848 wurde er Kreisphysikus in Bonn und lehrte als Privatdozent an der Universität Bonn gerichtliche Medizin und Arzneimittellehre. 1850 wurde er zum Kreisphysikus in Koblenz berufen und zum Medizinalrat am rheinischen Provinzial-Medizinal-Kollegium berufen. Im Jahr 1855 wurde er zum Mitglied der Leopoldina gewählt. 1860 wurde er nach Köln versetzt und zum Regierungs-Medizinalrat ernannt. 1870 erfolgte seine Ernennung zum Vortragenden Rat im Kultusministerium. Seit seiner Pensionierung im Jahre 1890 lebte er in Bonn. Er war Mitglied der Gesellschaft Deutscher Naturforscher und Ärzte.
Zusammen mit Adolph Erlenmeyer, David Mansfeld und Gottlob Heinrich Bergmann begründete er 1853 das Korrespondenzblatt für Psychiatrie und gerichtliche Psychologie. Dieses ging später im Archiv für Psychiatrie und gerichtliche Psychologie auf. Von 1871 bis 90 war er Redakteur der Vierteljahrsschrift für gerichtliche Medizin und öffentliches Sanitätswesen.
Hermann Eulenberg verheiratete sich am 3. März 1849 mit der aus Langenberg stammenden Laura Köttgen (* 21. August 1813 in Langenberg, + 6. Juli 1881 in Berlin, begraben in Langenberg).

## Ehrungen
- Ernennung zum Geheimen Obermedizinalrat[1]

## Schriften
- Über Tela elastica, 1836
- Über rheumatische Herzentzündungen, 1854
- Anatomisch-pathologische Untersuchungen über die Schilddrüse, 1856
- Der Mineral-Brunnen zu Sinzig am Rhein, 1856
- Zur Heilung des Gebärmuttervorfalls. 1857
- Zur pathologischen Anatomie des Cretinismus, 1857
- Über die Wuthkrankheit beim Menschen. 1863
- Lehre von den schädlichen und giftigen Gasen, 1865
- Über Mortalitätsstatistik, 1871
- Das Medicinalwesen in Preußen, 1874
- Das Apothekerwesen in Preußen, 1874
- Handbuch der Gewerbe-Hygiene auf experimenteller Grundlage, 1876
- Handbuch des öffentlichen Gesundheitswesens im Vereine mit Fachmännern bearbeitet, 1881
- Aufgabe des Gerichtsarztes bei Vornahme von Untersuchungen und Abgabe der Gutachten, 1881
- Die Wasserversorgung der Preußischen Städte, 1882
- Gutachten der Königlichen wissenschaftlichen Deputation für das Medicinalwesen in Preußen über die Canalisation der Städten, 1883
- Gutachten der Königlichen wissenschaftlichen Deputation für das Medicinalwesen in Preußen betreffend das Liernur'sche Reinigungsverfahren in Städten, 1884
- Schulgesundheitslehre, 1900 (zusammen mit Theodor Bach)